# Les Omaliens
Les Omaliens est le nom d'un recueil de nouvelles de science-fiction de Laurent Genefort publié en 2012 chez Denoël dans Omale, l'aire humaine - tome 2. C'est le premier recueil du cycle d'Omale commencé en 2001. Certaines des nouvelles étaient déjà parues séparément dans différents magazines.

## Contenu
- Aparanta, 2006
- Un roseau contre le vent, 2000
- La Septième merveille d'Omale, 2012
- L'Affaire du Rochile, 2008
- Croisées, 2012
- Arbitrage, 2002
- Patchwork, 2007

## Nouvelles

### Aparanta
- Première publication : juillet 2006, Ciel et Espace Science-Fiction, l'autre façon d'explorer l'univers, hors-série no 6
- Résumé : Aparanta raconte l'arrivée des trois espèces sur Omale du point de vue humain.

### Un roseau contre le vent
- Première publication : décembre 2000, revue Galaxies no 19
- Résumé : Situé au quatrième siècle, ce récit décrit une expédition vers le bord de la Grand'Aire d'Omale, qui tourne au drame.

### La Septième merveille d'Omale
- Première publication : octobre 2012, Omale, l'aire humaine - tome 2, Denoël, collection Lunes d'Encre
- Résumé : L'histoire, située au neuvième siècle, décrit les rapports conflictuels entre Humains et Chiles autour de la construction d’un barrage, sur fond de complot d'attentat.

### L'Affaire du Rochile
- Première publication : février 2008, ActuSF, collection Les Trois Souhaits no 10
- Résumé : Militaire à la retraite, Ramin est rappelé dans sa bourgade natale pour résoudre une série de meurtres prétendument commis par un monstre chile.

### Croisées
- Première publication : octobre 2012, Omale, l'aire humaine - tome 2, Denoël, collection Lunes d'Encre
- Résumé : Le texte présente sept extraits divers (un extrait de partie de fejij, une recette de cuisine, une lettre de voyageur...) destinés à donner une image impressionniste d'Omale.

### Arbitrage
- Première publication : septembre 2002, revue Galaxies no 26
- Résumé : Un juge itinérant humain se voit contraint d'arbitrer une partie de fejij que se livrent depuis soixante ans deux chefs de guerre chiles, qui se disputent une ville humaine. L'enjeu est la vie des habitants, mais la partie cache un terrible secret.

### Patchwork
- Première publication : mai 2007,revue Galaxies no 42
- Résumé : Un médecin-légiste hodgqin s'interroge sur les opérations qu’ont subies certains de ses patients avant d’être conduits dans sa morgue.

## Éditions
- Dans Omale, l'aire humaine - tome 2, Denoël, collection Lunes d'encre no 139, illustration Manchu, octobre 2012  (ISBN 978-2-207-10968-7).
- Dans Omale, l'aire humaine - tome 2, Gallimard, collection Folio SF no 508, illustration Manchu, février 2015  (ISBN 978-2-07-046276-6).